# Голева магаза
Голевата магаза (на македонска литературна норма: Голева магаза) е магазин на чаршията в град Охрид, Северна Македония. Сградата е обявена за значимо културно наследство на Република Македония.

## Архитектура
Сградата е разположена на чаршийската улица „Свети Климент Охридски“ № 102, в непосредствена близост на площад „Свети Климент Охридски“. На югозапад граничи със Симончевата магаза на № 104 и 106. Принадлежи към новия тип каменни търговски обекти от европейски тип, така наречените магази, започнали от средата на XIX век да заменят едноетажните дървени дюкяни. Изградена е във втората половина на XIX век от непознати майстори. Сградата се състои от сутерен, използван като склад и приземие, служещо за търговия. Изградена е от обработени каменни блокове, редени в хоризонтални редове. Завършва с обработена профилирана стреха от бигорни блокове, над която има покрив на две води с турски керемиди. Има вертикални олуци от поцинкована ламарина. Приземието е повдигнато от тереса с две стъпала. Витрината и втарата заемат по-голямата част от фасадата. Металните капаци на прозорците са отстранени. Първоначалната функция на сградата е била кроячки салон.